# Rave Racer
Rave Racer (レイブレーサー Reibu Rēsā?) es un videojuego de carreras arcade que fue lanzado por Namco en 1995. Se ejecuta en el hardware Namco System 22, y podría ser jugado por dos personas por gabinete para hasta ocho jugadores en total cuando hasta cuatro de ellos estaban vinculados entre sí. Es el tercer (y último, hasta Ridge Racer V: Arcade Battle en 2000) título arcade de la serie  Ridge Racer  y la continuación de Ridge Racer y Ridge Racer 2.
En comparación con  Ridge Racer 2 ,  Rave Racer  agrega dos nuevas pistas, así como la capacidad de reproducir las dos originales, varios cambios de manejo, dirección con retroalimentación de fuerza y gráficos mejorados del automóvil y la pista de carreras. Al igual que "Ridge Racer 2", "Rave Racer" presentó una nueva banda sonora. Las nuevas pistas contienen varias carreteras secundarias, pero algunas de ellas toman más tiempo que otras para completar una vuelta completa de la pista.

## Jugabilidad
Rave Racer es un videojuego de carreras. Los jugadores controlan un auto de carreras en un intento por completar una serie de carreras en primer lugar mientras evitan a los oponentes. Cada carrera consta de cuatro vueltas que deben completarse con un límite de tiempo; terminar una vuelta añade unos segundos extra al cronómetro.

## Desarrollo y lanzamiento
Originalmente, se estaba desarrollando una versión para Microsoft Windows para el procesador de gráficos PowerVR de NEC, y se demostró a principios de 1996. Sin embargo, el juego fue cancelado, por lo que no se lanzaron juegos de la serie "Ridge Racer" para PC hasta "Unbounded" en 2012. La versión para PlayStation se anunció más tarde en 1996, pero también fue cancelado.

## Recepción
"Game Machine" afirma que "Rave Racer" fue el juego de arcade dedicado más popular de septiembre de 1995 en Japón. Un crítico de "Next Generation" comentó que si bien el juego hace pocos cambios con respecto a sus predecesores, esos cambios son lo suficientemente importantes como para convertirlo en una mejora dramática. Encontró el control más preciso y receptivo particularmente agradable, y dijo que permite a los jugadores realizar maniobras y carreras más impresionantes sin tener que compensar los controles. También elogió la música de ritmo rápido y los toques gráficos. Concluyendo que "a pesar de sólo cuatro campos, uno de los cuales es un refrito, este corredor patea", le dio cuatro de cinco estrellas.
En 1996, "Next Generation" incluyó el juego en el puesto 94 en sus "100 mejores juegos de todos los tiempos", citando "un volante con retroalimentación de fuerza, altavoces, un monitor enorme y un enlace a hasta siete otras unidades".